# Stadio Dinamo (Bucarest)
Lo Stadionul Dinamo è uno stadio di Bucarest, sito nella Şoşeaua Ştefan cel Mare n° 7/9, ed è utilizzato sin dalla fondazione dalla squadra di calcio della Dinamo Bucarest.

## Storia e descrizione

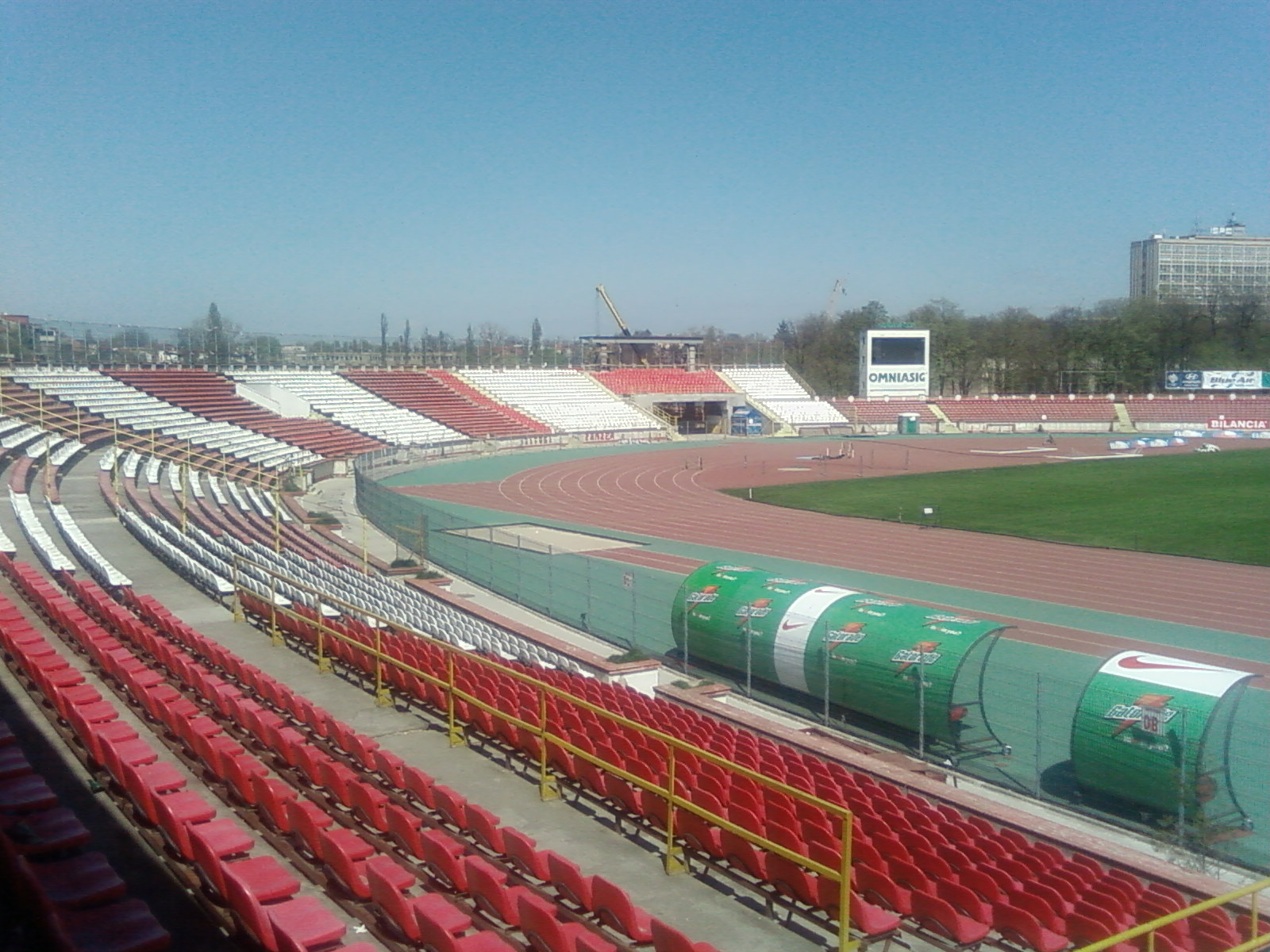
L'interno dello stadio

Lo stadio contiene 15.300 spettatori ed è stato inaugurato nel 1951. Dal 2006 sono iniziati dei lavori di ristrutturazione per la costruzione di una nuova ala nel settore della tribuna d'onore, ma a causa della carenza di fondi, le opere non sono state ancora ultimate.